# Anlage Mitte

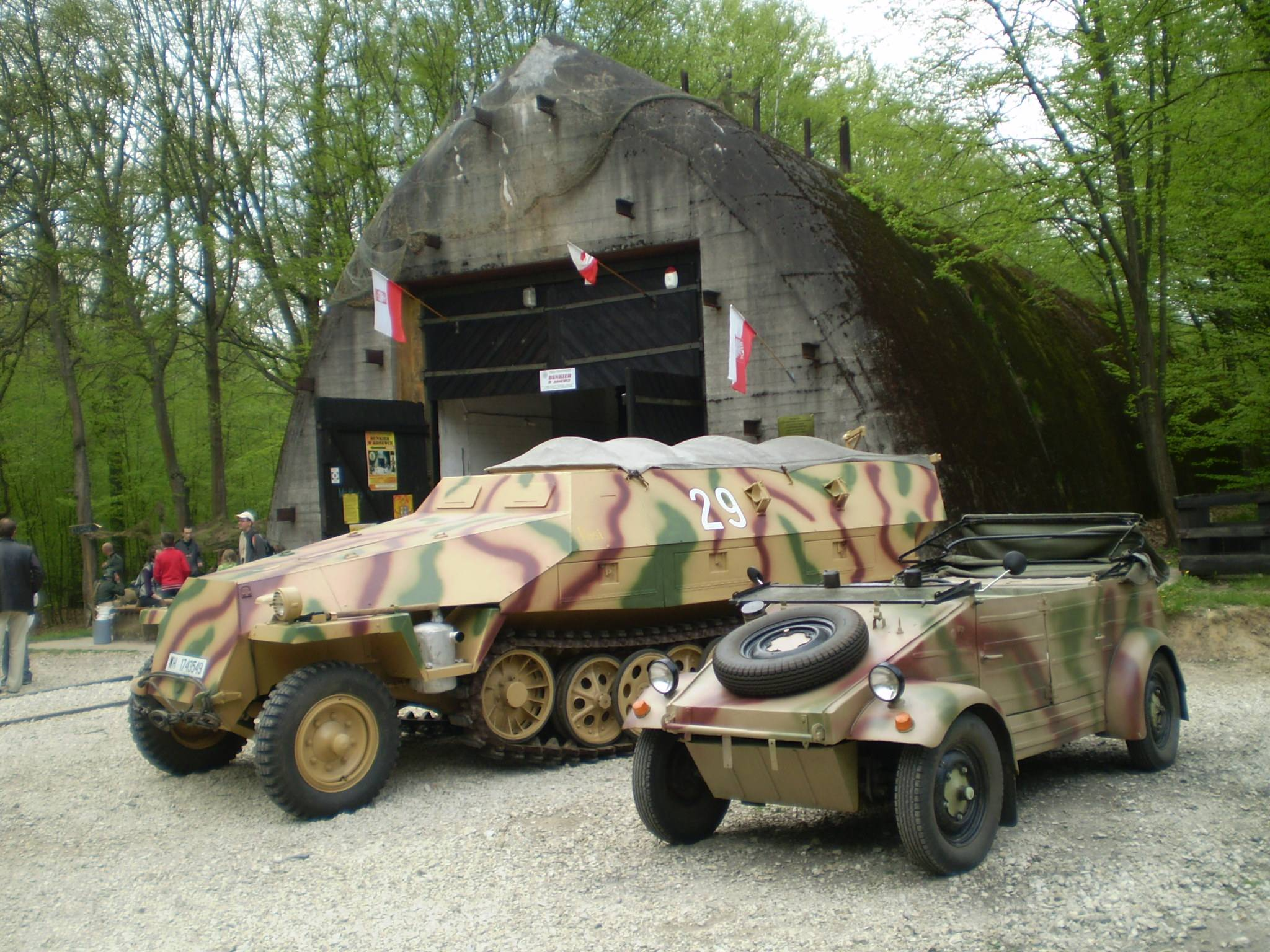
Eingang zum Bunker (mit Museumsgegenständen)

Die Anlage Mitte  (auch als Askania Mitte bezeichnet) war eine als Führerhauptquartier geplante Anlage, die während des Zweiten Weltkriegs in der Nähe von Tomaszów Mazowiecki im mittleren Generalgouvernement gebaut wurde.
Die Anlagen sollten als Führerhauptquartier noch vor dem Angriff gegen die Sowjetunion im Juni 1941 einsatzbereit sein. Die Anlage besteht aus zwei Eisenbahnbunkern, die ca. 20 km voneinander entfernt sind.

## Eisenbahnbunker Konewka
Einer der zwei Bunker lag bei dem Dorf Konewka 51° 33′ 39,6″ N, 20° 9′ 21,6″ O.  Der Bunker wurde von Hitler weder besucht, noch in Betrieb genommen.
Ende 1939 wurde der Bunker in Konewka unter der Führung der Organisation Todt in Auftrag gegeben. Die Bauarbeiten begannen im Dezember 1940 und endeten im September 1941. Bis April 1941 waren 4500 Arbeiter an den Baustellen eingesetzt, danach weniger. Aus Sicherheitsgründen wurde nur deutsche Baufirmen bzw. Arbeiter beauftragt. Der Eisenbahnbunker ist 380 m lang, 9,5 m hoch und 15 m breit. Von innen ist der Bunker 6 m breit und hoch. Daneben wurden Mannschaftsbunker sowie Bunker für die Kommunikationsanlagen errichtet. Man konnte um einem jederzeit abfahrbereiten Zug arbeiten und wohnen. Abwasser vom Zug wurde im Tunnel abgeleitet. Auch Strom, Dampf und Telefon wurden am Zug angeschlossen. Es gab keine weiteren Räume für das Personal und dem Führer im Tunnel.
Der Komplex in Konewka wurde im Verzeichnis der Verfügung über deutsche Industrieobjekte unter dem Decknamen „Huhn“ eingetragen.
Um die Zugbunker wurden kleinere Bunker für die technischen Einrichtungen zusätzlich gebaut. Für die Generatoren, Heizräume und Ventilatoren. Die erwärmte und gefilterte Luft wurde dann durch unterirdische Kanäle in den Bahnunterstand getrieben. Andere Unterkünfte hatten Wasserversorgungssysteme und Wassertanks. Außerdem wurden die Quartiere mit Wasserversorgungsanlagen, Abwasser- und Entwässerungssystemen mit Klärbecken sowie Treibstofftanks für Generatoren ausgestattet.
Der Bunker wurde nie planmäßig genutzt, da Hitler den Großteil seiner Zeit in der Wolfschanze verbrachte. Der Bunker wurde ab 1944 als Munitionslager der Wehrmacht genutzt. Heute ist der Bunker als Museum ausgebaut und für die Öffentlichkeit begehbar. Die Bahngleise wurde mit Holz bedeckt.

## Eisenbahnbunker Jeleń

Lage der Führerhauptquartiere

Der zweite Bunker lag beim Dorf Jeleń 51° 30′ 10,9″ N, 20° 4′ 48,4″ O. Der Bunker wurde von Hitler weder besucht, noch in Betrieb genommen.
Der Bunker ist 335 m lang. Da der Bunker nie in Benutzung kam, wurde der Bunker Mitte 1944 umfunktioniert. Dort befanden sich ein Lager und eine Recyclingwerkstatt zur Bergung von nützlichen Teilen beschädigter Motoren für die Daimler-Benz Flugmotorenwerke. Der Komplex in Jeleń wurde im Verzeichnis der Verfügung über deutsche Industrieobjekte unter dem Decknamen „Goldamsel“ eingetragen. Das Gebiet rund um den Bunker war mit Maschinengewehrnestern und Minen umzäunt.
Es wird vermutet, dass der Bunker in Jelen ursprünglich nicht für Hitler selbst, sondern für Hermann Göring bzw. seinen Sonderzug Asien vorgesehen war. Beim Bau 1991 würden in die äußeren Betonelemente Haken mit eingegossen, um später Tarnnetze befestigen zu können.
Der Bunker in Jeleń ist nicht instand gehalten und kann nicht besichtigt werden.